# André Barsacq
André Barsacq (Feodosia, 5 febbraio 1909 – Parigi, 3 febbraio 1973) è stato un regista, scenografo e direttore teatrale francese, nato in Ucraina.

## Biografia

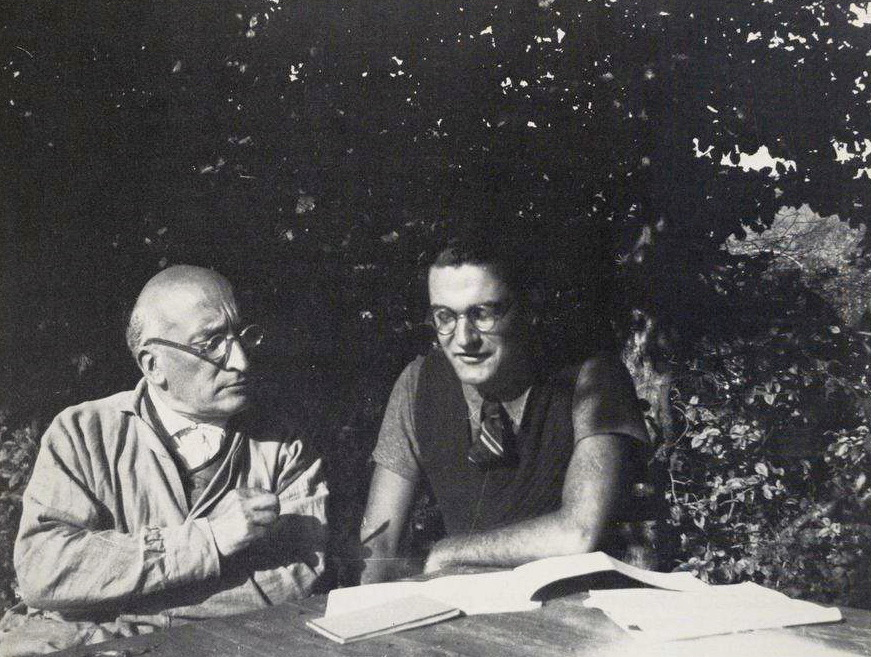
Jacques Copeau e André Barsacq

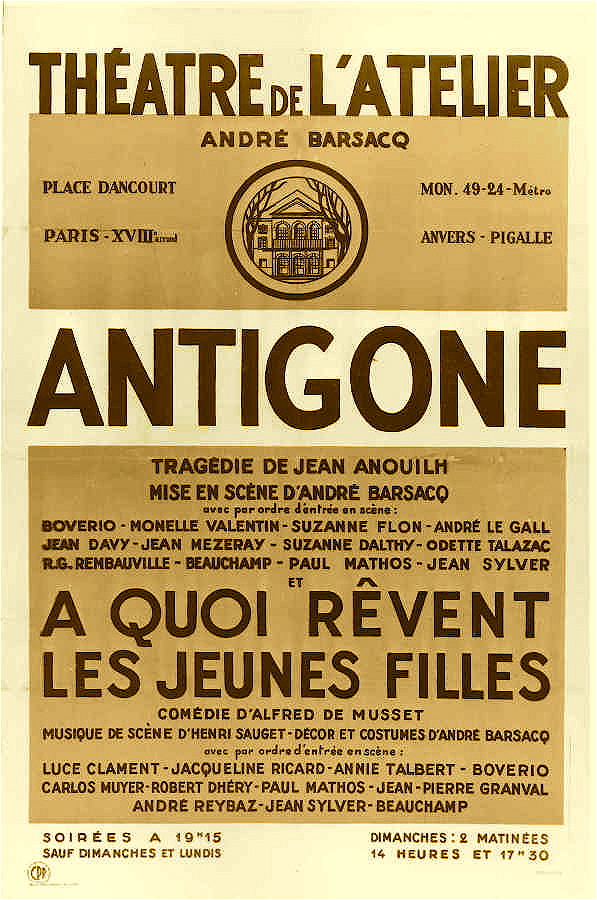
Manifesto dellAntigone

André Barsacq studiò alla Scuola di Arti Decorative di Parigi tra il 1924 e il 1926; esordì come scenografo disegnando le scene e i costumi per l'edizione di Volpone di Ben Jonson, presentata da Charles Dullin nel 1928 al Théâtre de l'Atelier; questa collaborazione è durata fino al 1930, quando Barsacq passò a lavorare anche per il Théâtre du Vieux-Colombier.
Nel 1933 al Maggio Musicale Fiorentino con Jacques Copeau, (Il mistero di Sant'Uliva, 1933 e Savonarola, 1935), nel 1937 fondatore, con altri, della "Compagnie des Quatre Saisons", per l'esordio di questa alla Comédie des Champs-Élysées Barsacq curò la regia e ideò scene e costumi de Il re cervo di Carlo Gozzi, oltre che le rappresentazioni delle prime "commedie rosa" di Jean Anouilh, con particolare successo per Le Bal des voleurs (Il ballo dei ladri).
Anoulh fu uno degli autori più rappresentati nel teatro da lui diretto, insieme con Marcel Aymé e Félicien Marceau. Tra le molte regie si ricordano, sempre all'Atelier, Enrico IV di Luigi Pirandello (1950), che fu una delle maggiori interpretazioni di Jean Vilar e alcune commedie russe (Nikolaj Vasil'evič Gogol' e Anton Čechov).
Nel 1937-1938, con la stessa compagnia, a New York, e nel 1940 succedette a Dullin nella direzione del Theatre de l'Atelier, continuando a svolgere anche altrove la sua attività di regista, scenografo e costumista.
Scenografo anche di numerosi film (tra cui Les gardiens de phares di Jean Grémillon, 1929; Il denaro di Marcel L'Herbier, 1928; Yoshiwara, il quartiere delle geishe di Max Ophüls, 1937), le sue teorie estetiche sono illustrate nel saggio Lois scéniques nella Revue théâtrale (aprile 1947) e nel noto saggio Architecture et dramaturgie (Parigi 1950), nei quali insiste, fra l'altro, sulla necessità di fondere il più possibile sala e scena e di fare in modo che tutto debba concorrere alla creazione di quel mistero che è condizione indispensabile per la realizzazione di uno spettacolo d'arte.
Nel 1945 allestì la propria commedia L'Agrippa ou La folle journée.
Barsacq sapeva soprattutto come creare un'atmosfera, per svelare il naturale con una profonda intuizione dell'attore.

## Teatro
- Volpone (Volpone or The Fox), regia di Charles Dullin (1928);
- Molto rumore per nulla (Much Ado About Nothing), regia di Jacques Copeau (1936);
- Knock, ovvero il trionfo della medicina (Knock ou Le triomphe de la médecine) (1937);
- Le furberie di Scapino (Les fourberies de Scapin) (1939);
- Il Cid (Le Cid), regia di Jacques Copeau (1940);
- Vestire gli ignudi (Vêtir ceux qui sont nus) (1941);
- Antigone (1944);
- I fratelli Karamazov (Les Frères Karamazov), regia di Jacques Copeau (1945);
- L'ispettore generale (Le Revizor), regia di André Bakst (1948);
- Enrico IV (Henri IV), regia di Léon Gischia (1950);
- Il gabbiano (La Mouette), regia di André Bakst (1955);
- Berenice (Bérénice), regia di Jean-Denis Malclès (1959);
- La cimice (La Punaise), regia di André Bakst (1959);
- Il barbiere di Siviglia (Le Barbier de Séville ou la Précaution inutile), regia di Jean-Marie Simon (1961);
- L'avaro (L'Avare ou l'École du mensonge), regia di Yvon Henry (1962);
- Tre sorelle (Les Trois Sœurs), regia di Jacques Dupont (1966);
- Delitto e castigo (Crime et Châtiment), regia di Hubert Monloup e Alain-Alexis Barsacq (1972).